# ロシア輸出センター
ロシア輸出センター（英語: Russian Export Center JSC、略称REC、ロシア語: АО «Российский экспортный центр»、略称РЭЦ）は、ロシアの貿易支援機関。

## 概要
2015年4月に設立された公的機関。輸出制度や輸送に関する相談、海外市場情報の提供、取引先候補の調査や商談のアレンジ、知的財産権取得など、輸出支援に関するワンストップセンターの役割を担う。
「ロシアグルメ週間」というBtoBの食品見本市を中国、ベトナム、インドなど世界各地で開催しており、2017年12月には日本でも初開催された。
2018年7月にはECサイト楽天にショップ「ロシア・ファッション」を開設する予定。